# Pere de Sebaste
Pere de Sebaste (Petrus Patricius, Pétros Πέτρος) fou un eclesiàstic grec del segle iv. És venerat com a sant per tota la cristiandat.

## Biografia
Era fill de Basili i Emèlia de Cesarea, dos rics personatges de Cesarea de Capadòcia pares també dels eminents Basili el Gran i Gregori Nissè. Va néixer vers el 349, temps en què va morir el seu pare; fou educat per la seva germana Macrina que fou també la seva mestre, assistent i segona mare. Aprenia ràpidament totes les matèries.
En una temporada d'escassetat (367 o 368) va repartir entre els seus veïns tot el que va poder. Va estar amb la seva mare al llit de mort (vers 370) i poc després fou ordenat prevere segurament de l'església de Cesarea. Va residir a prop de Neocesarea en una casa amb la seva germana Macrina.
Mort Basili, vers el 380 o poc abans va ser proclamat bisbe de Sebaste (moderna Sivas) quan ja la seva germana Macrina havia mort. Va participar com a bisbe al Primer Concili de Constantinoble del 380-381. Va morir en data desconeguda probablement després del 391 i abans del 394.
La seva única obra és Του̂ ἐν ἁγίοις πατρὸς ἡμω̂ν Πέτρου ἐπισκόπου Σεβαστείας ἐπιστολὴ πρὸς τὸν ἅγιον Γρηγόριον Νύσσης τὸν αὑτου̂ ἀδελφόν, Sancti Patris nostri Petri Episcopi Sebasteni ad S. Gregorium Nyssenum fratrem suum Epistola, una carta adreçada al seu germà Gregori de Nissa.